# Coppa delle Nazioni 1924
La Coppa delle Nazioni 1924 è stata la 4ª edizione dell'omonima competizione di hockey su pista. Il torneo, organizzato dal Montreux Hockey Club, ha avuto luogo tra il 19 al 22 aprile 1924.
Il trofeo è stato vinto dall'Inghilterra per la seconda volta nella sua storia.

## Svolgimento del torneo

### Classifica finale
| Pos | Squadra        | Pt | G | V | N | P | GF | GS | DG  |
| --- | -------------- | -- | - | - | - | - | -- | -- | --- |
| 1.  | Inghilterra    | 10 | 5 | 5 | 0 | 0 | 30 | 9  | +21 |
| 2.  | Montreux A     | 8  | 5 | 4 | 0 | 1 | 21 | 12 | +9  |
| 3.  | Tourcoing      | 6  | 5 | 3 | 0 | 2 | 20 | 9  | +11 |
| 4.  | Paris          | 4  | 5 | 2 | 0 | 3 | 13 | 27 | -14 |
| 5.  | SSRC Stoccarda | 2  | 5 | 1 | 0 | 4 | 9  | 19 | -10 |
| 6.  | Montreux B     | 0  | 5 | 0 | 0 | 5 | 7  | 24 | -17 |

### Partite
| Inghilterra    | 7-3 | Montreux A     |
| Inghilterra    | 6-0 | Montreux B     |
| Inghilterra    | 8-1 | Paris          |
| Inghilterra    | 6-3 | SSRC Stoccarda |
| Inghilterra    | 3-2 | Tourcoing      |
| Montreux A     | 3-1 | Montreux B     |
| Montreux A     | 7-2 | Paris          |
| Montreux A     | 5-1 | SSRC Stoccarda |
| Montreux A     | 3-1 | Tourcoing      |
| Montreux B     | 3-6 | Paris          |
| Montreux B     | 0-3 | SSRC Stoccarda |
| Montreux B     | 3-5 | Tourcoing      |
| Paris          | 3-1 | SSRC Stoccarda |
| Paris          | 1-8 | Tourcoing      |
| SSRC Stoccarda | 2-5 | Tourcoing      |